# Québécois sans exception
Cet article concerne Québécois sans exception (organisations et partis politiques). Pour l’idéologie, voir Souverainisme au Québec.
Québécois sans exception est un projet du Bloc québécois inauguré par Gilles Duceppe le 15 mai 2005, dont l'objectif est de  faire la promotion d'une identité québécoise englobante et inclusive ainsi que d'affirmer l'adhésion de jeunes issus de l'immigration au projet souverainiste québécois. Le projet "Québécois sans exception" est une collaboration de la Commission de la citoyenneté du Bloc Québécois et du Forum jeunesse du Bloc Québécois.

## Mise en contexte
Le soir du référendum de 1995, Jacques Parizeau, ancien premier ministre péquiste, avait déclaré que la défaite du OUI était attribuable à « l'argent et des votes ethniques ». Le camp souverainiste ne s'est jamais remis de cette déclaration et est conscient du rattrapage qu'ils ont à faire auprès des communautés culturelles.
En 2004,  le Bloc québécois a causé une certaine surprise en réussissant à faire élire le comédien d'origine africaine, Maka Koto, dans la circonscription de Saint-Lambert. Plusieurs ténors du Bloc québécois, comme Maria Mourani, présidente de la Commission de la citoyenneté du Bloc Québécois, demandent des actions concrètes du parti pour faire le pont avec les communautés culturelles. C'est ainsi que les présidentes respectives du Forum jeunesse, Chantal Bouchard, et de la Commission de la citoyenneté, Maria Mourani, ont suggéré le projet Québécois sans exception.

## Déploiement du projet
Le projet a été inauguré par Gilles Duceppe lors d'un événement tenu le 15 mai 2005 où plus de 200 jeunes issues de communautés culturelles ont signé une déclaration affirmant leur adhésion aux valeurs souverainistes de solidarité, de paix, de justice, d'égalité sociale et de développement durable. Plusieurs personnalités politiques étaient présentes pour appuyer l'initiative telles que Apraham
Niziblian, Vivian Barbot, Maria Mourani, Myrlande Pierre, Liza Gomez, William Fayad, Gérard Labelle, May Chiu, Meili Faille et Elsie Lefebvre.
Le projet s'est d'abord déployé sous la forme de consultations au Forum jeunesse du Bloc Québécois avant d'être repris par les comités exécutifs de circonscriptions telles que Laval—Les Îles, Vaudreuil-Soulanges et Laurier-Dorion, à la suggestion de la Commission de la citoyenneté du Bloc Québécois. Ces comités exécutifs ont reçu pour mandat de consulter les communautés culturelles de leur territoire, pour en faire rapport à la Commission de la citoyenneté du Bloc Québécois.

### Personnalités liées au projet
Le projet Québécois sans exception est une initiative de Chantal Bouchard, présidente du Forum jeunesse du Bloc Québécois et de Maria Mourani qui restera impliquée dans le projet jusqu'à son élection comme députée de la circonscription d'Ahuntsic, en 2006.
Dès 2006, plusieurs membres du conseil exécutifs de Laval-Les-Iles supervise le projet jusqu'aux dépôts des rapports.
Plusieurs personnalités étaient présentes lors du lancement, telles que le VJ vedette de Musique-Plus, Nabi, qui a animé l'activité, l'humoriste Boucar Diouf, le chanteur hip-hop Daniel Russo Garrido et la troupe de danse Isangano.

## Controverse des accommodements raisonnables
En 2007, plusieurs incidents tels que l'adoption de la liste de normes de vie pour immigrants d'Hérouxville, amènent une partie de la population à crier au scandale à la suite de plusieurs cas controversés très médiatisés et qualifiés d'accommodements déraisonnables. Le gouvernement Charest met alors sur pied la commission Bouchard-Taylor pour examiner les questions liées aux accommodements raisonnables consentis sur des bases culturelles ou religieuses au Québec.
C'est au cœur de cette polémique que sont déposés les rapports des comités exécutifs des circonscriptions à la Commission de la citoyenneté du Bloc Québécois, qui les fait suivre à la permanence du Bloc québécois. Ces rapports présentent les principales revendications de plusieurs communautés culturelles à la suite de 18 mois de consultation. Plusieurs au sein du parti associent alors ces rapports aux accommodements raisonnables et la décision est alors prise d'ignorer ces rapports pour ne pas irriter la base électorale du parti, en région.

### Autres sources
1. 1 2  Jean Lapointe, « Lancement du projet Québécois sans exception », 18 mai 2005
2. ↑  Radio-Canada, « Le Bloc joue la carte de la séduction », 15 mai 2005